# Autobahn A12 (Schweiz)
Die Schweizer Autobahn A12, deckungsgleich mit der Nationalstrasse N12, führt von der A9 bei Vevey entlang der Freiburger Voralpen via Freiburg zur A1 bei Bern und stellt damit eine wichtige Verbindung von der Westschweiz nach Bern dar. Die Autobahn fungiert als Hauptverkehrsträger des Kantons Freiburg und durchquert das Kantonsgebiet in der Diagonalen von Châtel-St-Denis im Südwesten nach Flamatt im Nordosten. Seit 1981 ist die gesamte Autobahnstrecke dem Verkehr geöffnet. An aussichtsreicher Lage über dem Greyerzersee befindet sich die Raststätte La Gruyère mit angegliedertem Hotel.

## Verlauf

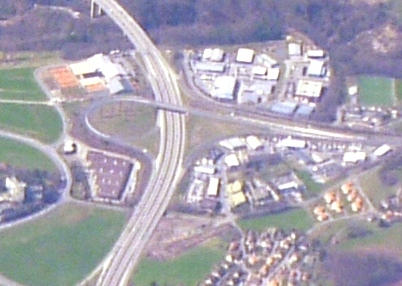
Verzweigung La Veyre A9 und A12 (rechts), Luftbild 2010

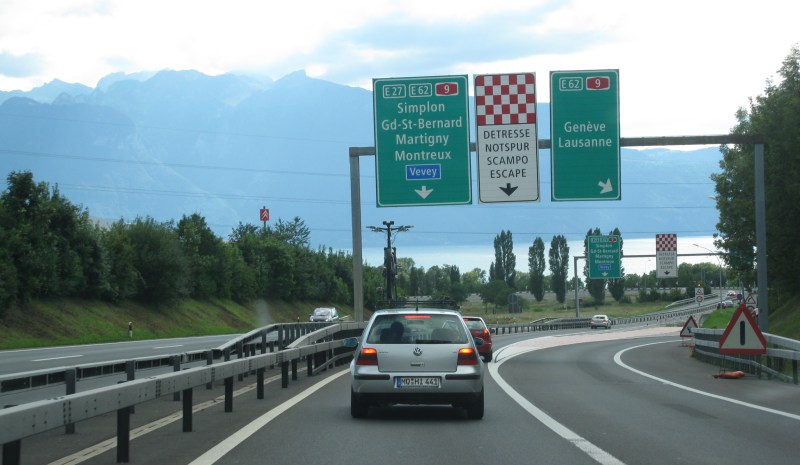
Notspur bei Verzweigung La Veyre, A12 südwärts, 2011

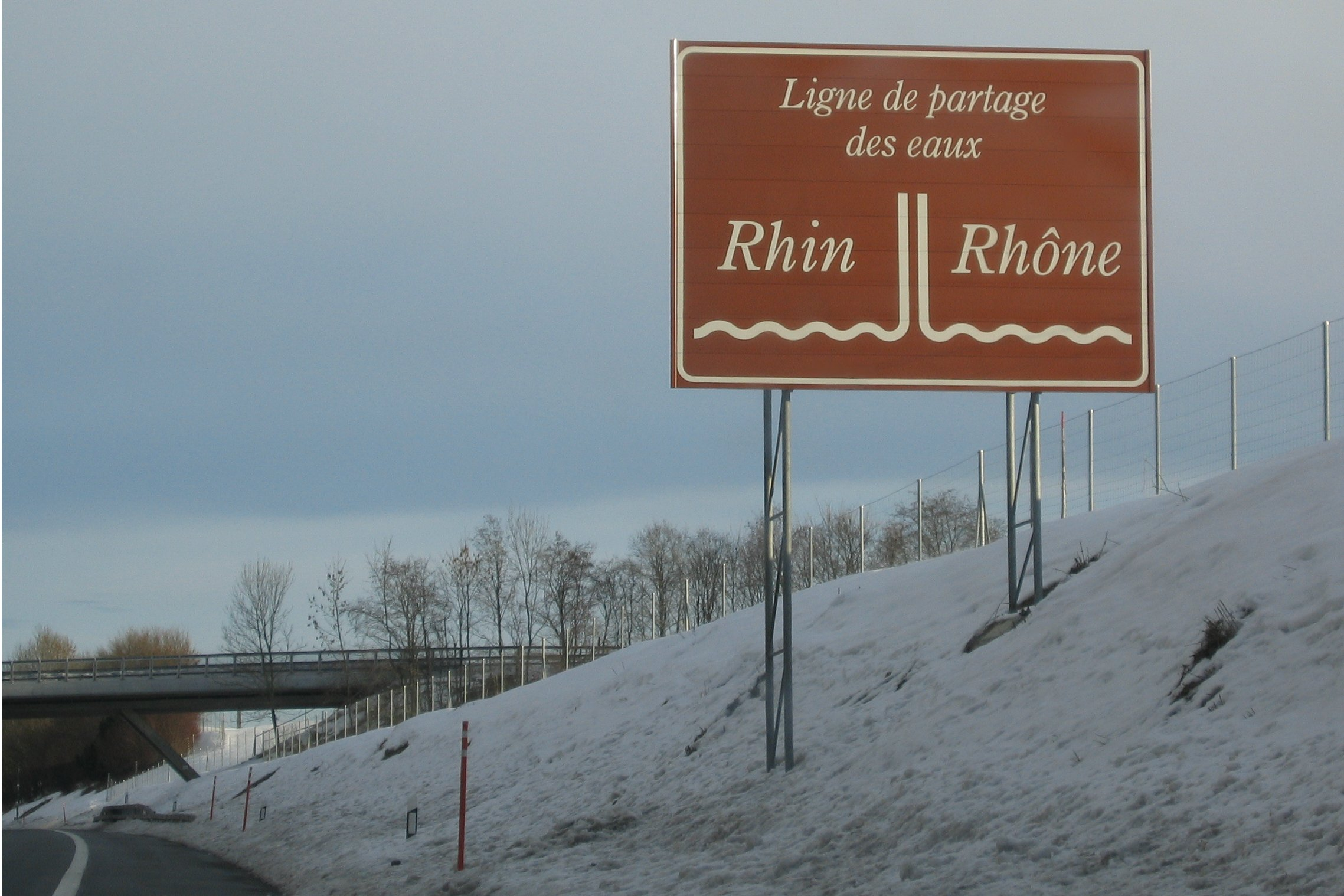
Hinweisschild Wasserscheide Rhone/Rhein, 2009

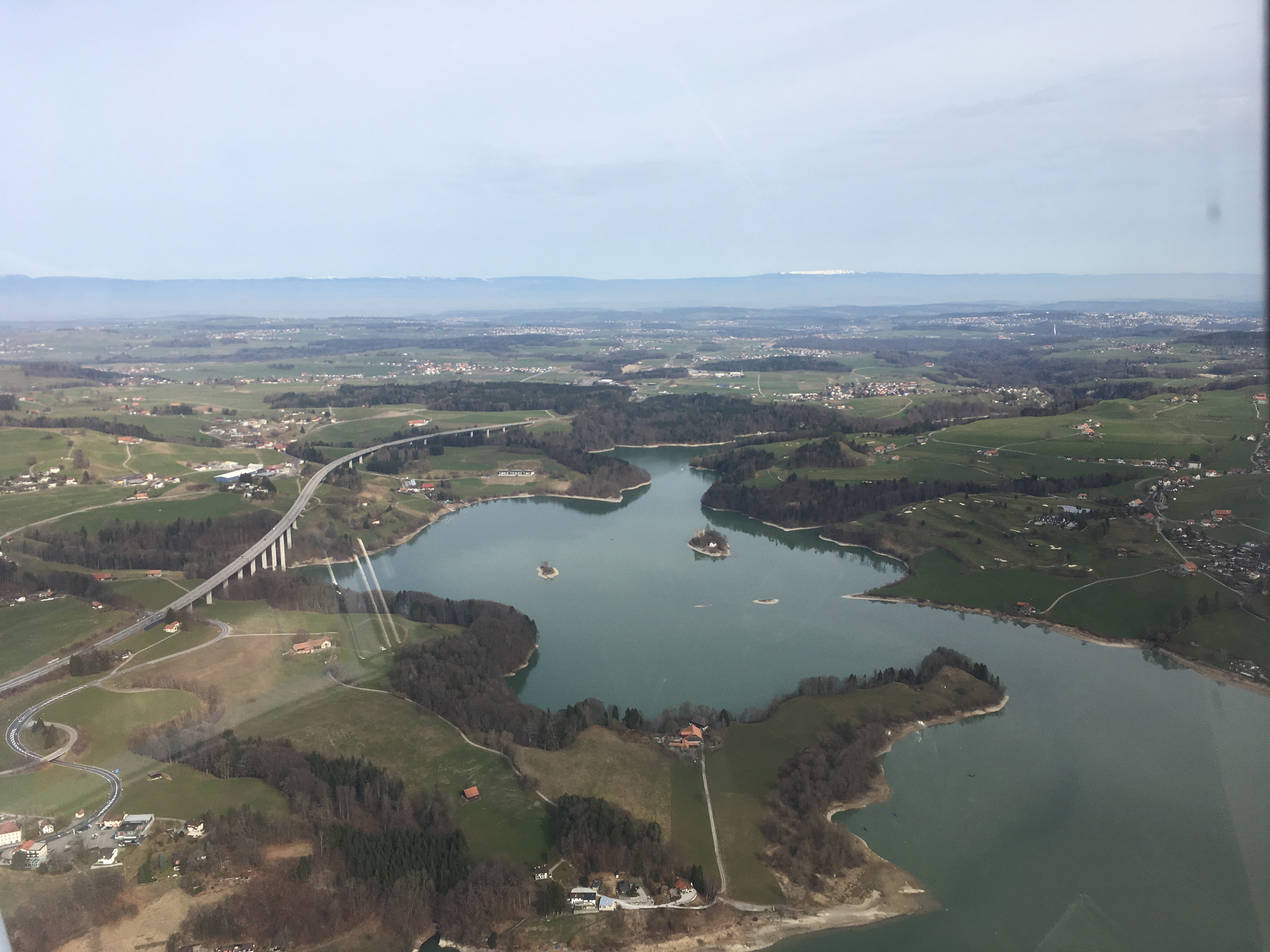
Greyerzersee und A12, Luftbild 2017

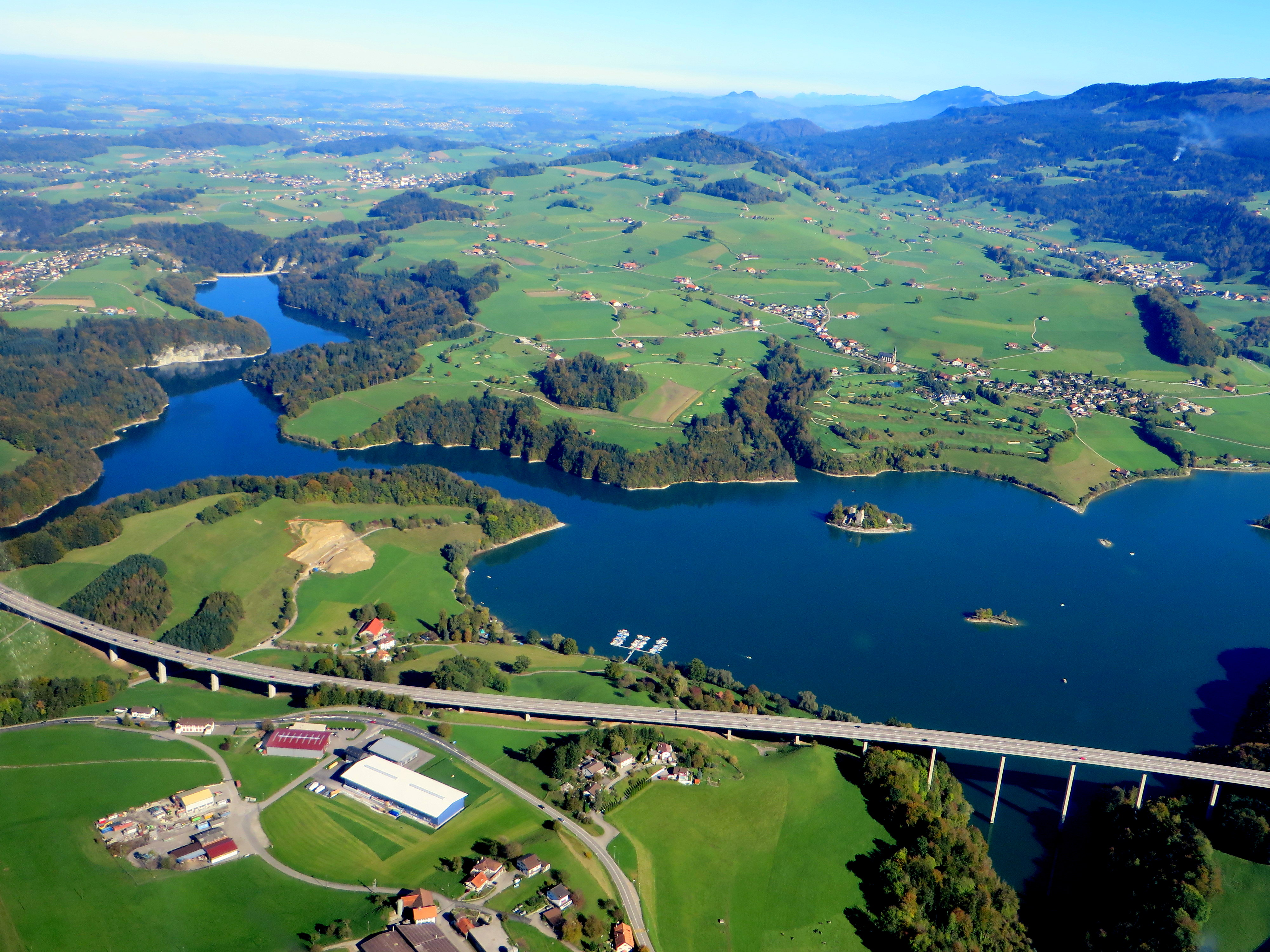
Greyerzersee und A12, Luftbild 2014

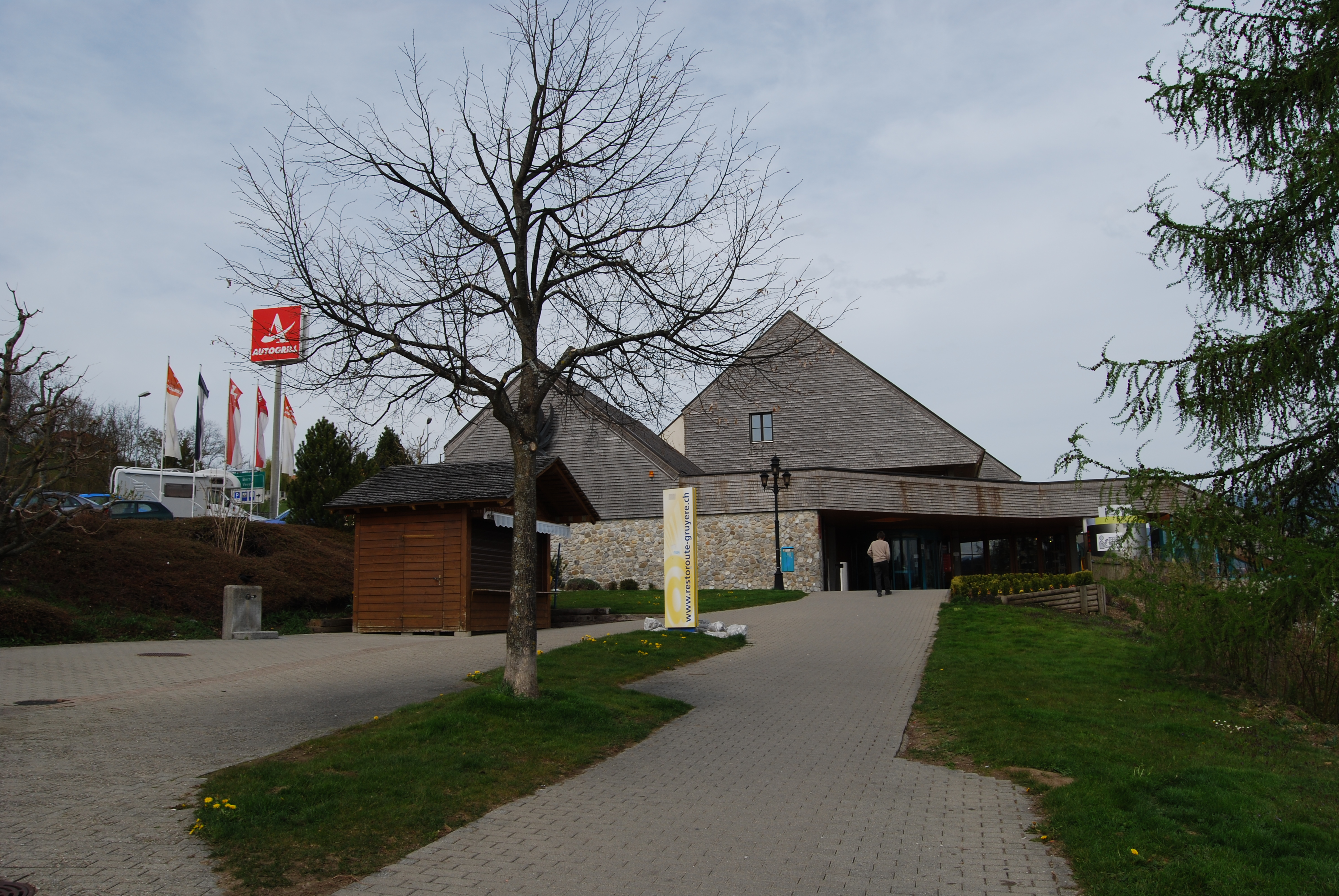
Raststätte La Gruyère 2012

Ihren Ausgangspunkt nimmt die A12 an der Verzweigung La Veyre der A9 auf einem Plateau (500 m ü. M.) oberhalb von Vevey. Während der ersten 5,5 km steigt die Autobahn entlang dem östlichen Talhang der Veveyse bis auf 820 m ü. M. an und bildet dabei eine scharfe S-Kurve. Dieser Autobahnabschnitt mit einer durchschnittlichen Steigung von 5,8 % und maximalen Steigungen von über 6 % bildet eine der steilsten Autobahnstrecken auf dem Schweizer Nationalstrassennetz. Nach dem Steigungsabschnitt wird der Taleinschnitt der Veveyse de Fégire mit einer Hochbrücke überquert. Einmal auf dem Hochplateau der Haute Veveyse am Fuss der Voralpen angekommen, werden nur noch geringe Höhendifferenzen bewältigt. Der Kulminationspunkt befindet sich auf einer Höhe von 866 m ü. M. beim Weiler Prayoud nordöstlich von Châtel-St-Denis. Hier wird die europäische Hauptwasserscheide zwischen der Rhone (mit dem Einzugsgebiet der Veveyse), und dem Rhein (mit den Einzugsgebieten von Broye und Saane) passiert.
Auf einer Länge von 15 km verläuft die A12 nun auf einer Höhe von über 800 m ü. M., bevor sie das Greyerzerland und das Becken von Bulle erreicht. Danach führt sie zwischen dem Stausee Lac de la Gruyère und den Höhen des Gibloux nach Norden. Zwecks Lärmschutz wurden bei Gumefens und bei Avry-devant-Pont zwei Tagbautunnels errichtet. Nördlich des letzteren befindet sich das bedeutendste Bauwerk der A12, der rund 2 km lange Viaduc du Lac de la Gruyère, der in den Jahren 1974 bis 1979 erstellt wurde und in einer geschwungenen Kurve den westlichen Talhang sowie zwei kurze Seitenarme des Lac de la Gruyère überspannt.
Anschliessend tritt die Autobahn in das Molasseplateau des Freiburger Mittellandes hinaus, wobei in mehreren Etappen eine Höhendifferenz von etwas mehr als 100 m bewältigt wird. Nach der Brücke über die Glâne wird die Agglomeration Freiburg im Westen und Nordwesten durch hügeliges Gelände umfahren, bevor mit einer weiteren Brücke über den Schiffenensee (auch Pont de la Madeleine genannt, in Anlehnung an die Einsiedelei in den Sandsteinfelsen wenig neben der Autobahnbrücke) der Saanegraben und damit die Sprachgrenze überquert wird.
In der Folge verläuft die Verkehrsachse über das nur wenig reliefierte Plateau bei Düdingen und Wünnewil. Mit einer Brücke bei Flamatt, welche ein Gefälle von 4 % aufweist, wird das Plateau verlassen und das Tal der Sense erreicht. Danach führt die A12 durch das relativ dicht besiedelte und mit Industrie- und Gewerbebauten bestandene Wangental an die Westgrenze der Stadt Bern. Nach der südlichen Umfahrung des Stadtteils Bümpliz wird mit einer fast 1 km langen Brücke das Plateau überquert, bevor die Autobahn an der Verzweigung Weyermannshaus in die A1 mündet.

## Kunstbauten
Die Autobahn A12 weist aufgrund der hügeligen bis voralpinen Topographie verschiedene Kunstbauten auf, vor allem Brückenbauwerke. Die bedeutendsten davon sind (in der Abfolge von Vevey nach Bern):
- Viaduc de Fégire: 512 m lang, 90 m hoch
- Tunnel de Gumefens: 340 m lang, Tagbautunnel
- Tunnel d'Avry: 170 m lang, Tagbautunnel
- Viaduc du Lac de la Gruyère: 2044 m lang, 33 Pfeiler, mit einer Pfeilerhöhe zwischen 2 und 85 m
- Viaduc de la Glâne: rund 200 m lang, 40 m hoch
- Pont de la Madeleine (Brücke über den Schiffenensee): 320 m lang, bei mittlerer Stauhöhe des Sees 41 m über der Wasseroberfläche
- Autobahnbrücke Flamatt: 648 m lang, 4 % Gefälle, führt über Wohn- und Gewerbequartiere von Flamatt
- Tagbautunnel Thörishaus: 110 m lang
- Viadukt Weyermannshaus: 912 m lang, 10 bis 15 m hoch

## Geschichtliche Aspekte
| Eröffnung der Autobahnteilstücke der A12     | Eröffnung der Autobahnteilstücke der A12 |
| Abschnitt                                    | Datum                                    |
| -------------------------------------------- | ---------------------------------------- |
| A1 – Thörishaus                              | 7. Dez. 1977                             |
| Thörishaus – Flamatt                         | 6. Dez. 1976                             |
| Flamatt – Düdingen                           | 27. Sep. 1973                            |
| Düdingen – Matran                            | 31. Jul. 1971                            |
| Matran – Corpataux: erste Richtungsfahrbahn  | 31. Jul. 1971                            |
| Matran – Corpataux: zweite Richtungsfahrbahn | 14. Jul. 1978                            |
| Corpataux – Avry-devant-Pont                 | 31. Okt. 1979                            |
| Avry-devant-Pont – Vuippens                  | 23. Nov. 1981                            |
| Vuippens – Bulle                             | 8. Nov. 1978                             |
| Bulle – Vaulruz                              | 29. Jul. 1977                            |
| Vaulruz – A9                                 | 23. Nov. 1981                            |

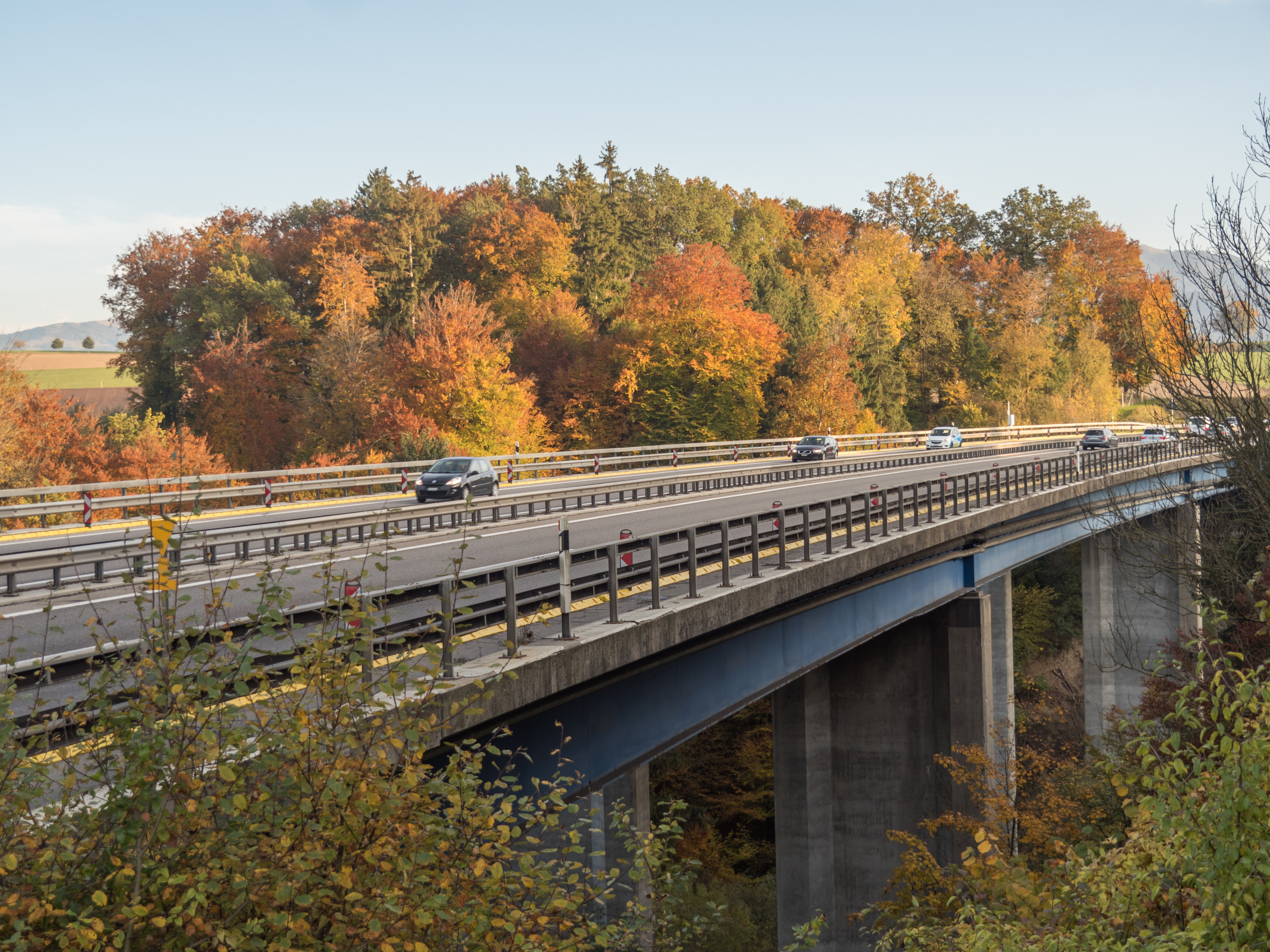
Viadukt über die Glane bei Matran/Posieux 2021

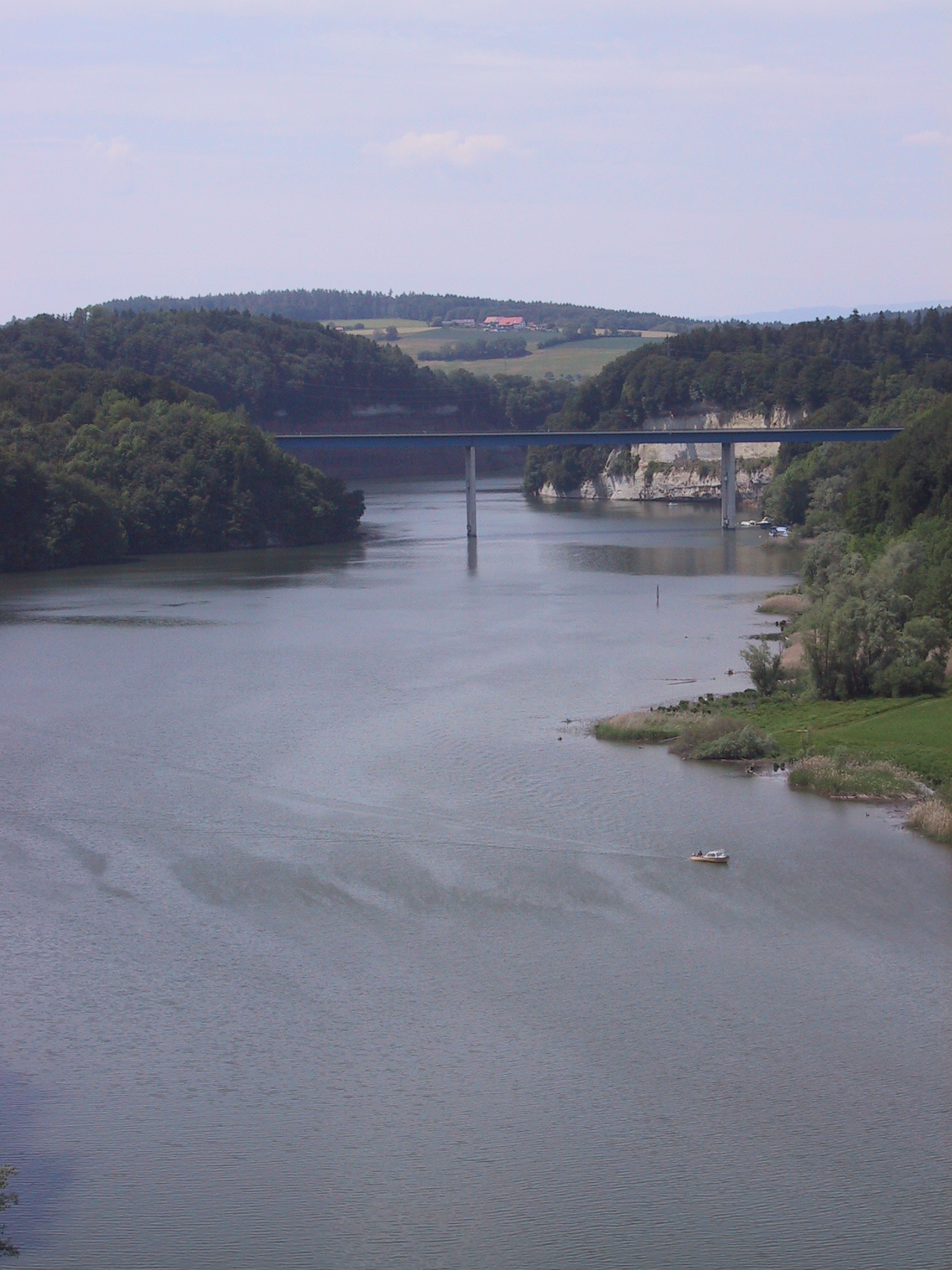
Brücke der A12 über den Schiffenensee

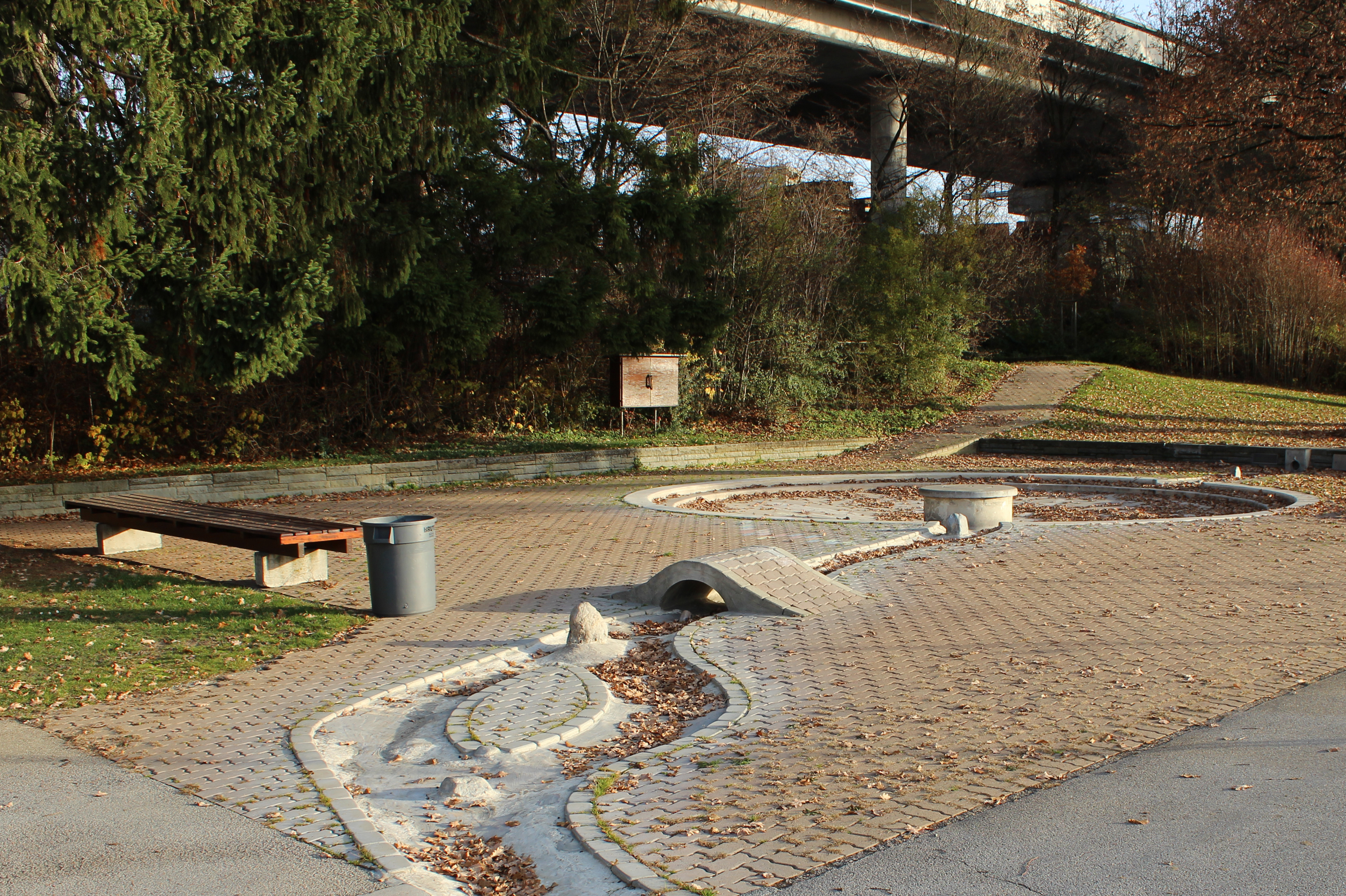
Brücke beim Bad Weyermannshaus in Bern 2015

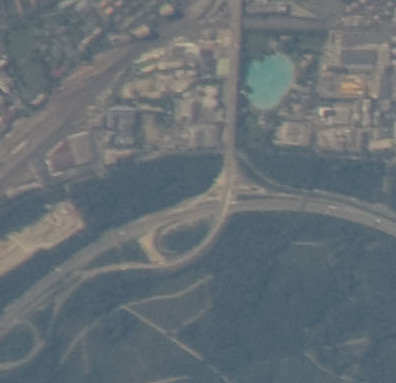
Verzweigung Weyermannshaus A1 und A12 (oben), aus dem Weltall 2009

Die Führung einer Autobahn durch den Kanton Freiburg wurde bereits in den 1950er Jahren studiert. Konkrete Pläne über die Linienführung für die ersten Abschnitte gibt es seit dem Beginn der 1960er Jahre. Als erstes ging die Strecke zwischen Corpataux und Matran Ende 1963 in die Vernehmlassung, ein Jahr später folgte die nordöstliche Fortsetzung der Autobahn nach Düdingen. 1966 respektive 1967 wurden die Abschnitte vom damaligen Verkehrs- und Energiewirtschaftsdepartement des Bundes abgesegnet und bald darauf mit dem Bau begonnen.
Am 31. Juli 1971 wurde mit dem Abschnitt von Düdingen nach Corpataux die erste Teilstrecke der Autobahn A12 in Betrieb genommen. Die Stadt Freiburg erhielt damit eine Umfahrung für den Transitverkehr. Zunächst wurde von Matran bis Corpataux nur eine Richtungsfahrbahn erstellt, die zweite folgte rund sieben Jahre später. Als letztes wurde der Abschnitt zwischen Vaulruz und der A9 bei Vevey Ende des Jahres 1981 eröffnet.
Mit der durchgehenden A12 bestand seit Ende 1981 eine Autobahnverbindung zwischen den Nationalstrassen der Deutschschweiz und denjenigen der Westschweiz. In der Folge entwickelte sich die Strecke von Bern über die A12 und die A9 nach Lausanne zur A1 für rund 20 Jahre zur Haupttransitstrecke zwischen Zürich und Genf. Allerdings war die A12 jeweils während des Winters wegen der starken Steigungen und der langen Abschnitte in Höhenlagen über 700 m für Glatteis und schneebedeckte Fahrbahnen anfällig.
Als im Jahr 2001 die A1 ebenfalls durchgehend in Betrieb genommen wurde, verlagerte sich ein Teil des Verkehrs zurück auf die ursprünglich als Transitstrecke vorgesehene Autobahn. Dies wird sehr gut durch die Zählstellen von Wünnewil und Bulle (Überlandstrecken) dokumentiert, an denen im Jahr 2000 im Tagesdurchschnitt rund 29'000 Fahrzeuge, 2002 nur noch gut 22'000 Fahrzeuge (rund 20 % weniger als zwei Jahre zuvor) gemessen wurden. Die höchsten Verkehrsdichten auf der A12 wurden 2004 im Raum Freiburg mit einem durchschnittlichen Tagesverkehr von 29'000 Fahrzeugen registriert.
Die vollständige Eröffnung der Autobahn A12 verlieh insbesondere den Regionen Freiburg und Bulle sowie der strukturschwachen Haute Veveyse bedeutende wirtschaftliche Impulse und führte zur leichten Erreichbarkeit der Tourismusregion Greyerzerland sowohl von der Genferseeregion als auch von Bern her.

## Überdeckung
Der Bundesrat hat an seiner Sitzung vom 12. Februar 2025 das generelle Projekt zur Überdeckung der A12 im Abschnitt Chamblioux (FR) genehmigt.